# Jesús Yagüe
Jesús Yagüe Arechavaleta (Portugalete, Vizcaya, 12 de diciembre de 1937-Madrid, 31 de marzo de 2021) fue un director de cine y guionista español.

## Biografía
Jesús Yagüe Arechavaleta nació en Portugalete, un municipio situado en la provincia de Vizcaya, en el País Vasco.
Desde muy temprana edad mostró un gran interés por el séptimo arte, trabajando al principio como ayudante de dirección y script para otros directores.
Sus primeros proyectos particulares son cortos de temática documental. Por el corto Los seis días de 1964, fue galardonado con el Premio Nacional de Cinematografía y con el Premio Federación de Deportes.
En 1965 dirigió su primer largometraje titulado Megatón Ye-Ye. Cuatro años después, rodaría su película más personal, Los escondites, que sería incluso programada para el Festival de Stiges en el año 2016, al estar dentro de la filmografía de Terele Pávez que recibió un premio homenaje en ese festival.
Con los años 70 y el Destape, realizó sus largometrajes más populares. Sin embargo, tuvo algunos encontronazos con los productores por desacuerdos artísticos. De esta época son sus películas más conocidas como Préstame tu mujer.
En 1971 inició su labor como director de series de televisión, donde llegó a trabajar hasta que se retiró en 1995.

## Filmografía

### Cine
| Año  | Título                       | Tipo                                    |
| ---- | ---------------------------- | --------------------------------------- |
| 1964 | Vivir en Castilla            | Cortometraje documental                 |
| 1964 | Vivir por un 7 de julio      | Cortometraje                            |
| 1964 | Un escenario Blanco          | Cortometraje documental                 |
| 1964 | Sevilla otro año             | Cortometraje documental                 |
| 1964 | Los seis días                | Cortometraje documental                 |
| 1964 | Domingo de julio             | Cortometraje                            |
| 1965 | Megatón Ye-Ye                | Largometraje                            |
| 1966 | Tres perros locos, locos     | Largometraje                            |
| 1967 | Pamplona en Hemingway        | Cortometraje documental para televisión |
| 1968 | Los flamencos                | Largometraje                            |
| 1969 | Los escondites               | Largometraje                            |
| 1976 | La mujer es cosa de hombres  | Largometraje                            |
| 1977 | Más fina que las gallinas    | Largometraje                            |
| 1978 | Cara al sol que más calienta | Largometraje                            |
| 1981 | Préstame a tu mujer          | Largometraje                            |

### Televisión
| Periodo   | Título                           | Episodios   |
| --------- | -------------------------------- | ----------- |
| 1971      | Del dicho al hecho               | 13          |
| 1971-1972 | Las doce caras de Eva            | 12          |
| 1972      | Aventuras y desventuras de Mateo | 25          |
| 1972-1973 | Tres eran tres                   | 13          |
| 1974      | Mundo pop                        | Desconocido |
| 1974-1975 | Suspiros de España               | 5           |
| 1975      | El teatro                        | 1           |
| 1975      | A simple vista                   | Desconocido |
| 1976      | Novela                           | 20          |
| 1978      | El hotel de mil y una estrellas  | 11          |
| 1979      | Estudio 1                        | 1           |
| 1982      | Teatro                           | 1           |
| 1983-1984 | Lecciones de tocador             | 11          |
| 1986      | Media naranja                    | 12          |
| 1986      | Tarde de teatro                  | 1           |
| 1986-1987 | La voz humana                    | 2           |
| 1992      | Crónicas urbanas                 | 1           |
| 1994-1995 | El día que me quieras            | 2           |

## Premios
Premio Nacional de Cinematografía y el Premio Federación de Deportes en 1965 por el cortometraje Los seis días.